# Archibald St Clair, 16. Lord Sinclair
Archibald James Murray St Clair, 16. Lord Sinclair MVO (* 16. Februar 1875; † 25. November 1957) war ein britischer Peer und Politiker.
Er war der ältere Sohn des Charles St Clair, 15. Lord Sinclair (1831–1922) aus dessen Ehe mit Margaret Jane Murray († 1935).
Er besuchte das Eton College und trat anschließend in die British Army ein. 1896 wurde er 2nd Lieutenant bei den 2nd Dragoons (Royal Scots Greys). 1899 wurde er zum Lieutenant und 1901 zum Captain befördert. Er kämpfte im Zweiten Burenkrieg und im Ersten Weltkrieg. Er wurde in die Royal Company of Archers aufgenommen und hatte von 1914 bis 1938 das Hofamt des Extra Equerry für Prinz Arthur of Connaught inne. 1918 wurde er als Member in den Royal Victorian Order aufgenommen und um 1919 mit dem japanischen Orden der Aufgehenden Sonne ausgezeichnet. Zeitweise amtierte er als Friedensrichter für Kirkcudbrightshire.
Beim Tod seines Vaters am 25. April 1922 erbte er dessen schottischen Adelstitel als Lord Sinclair. Ab dem 10. Dezember 1923 bis zu seinem Tod war er als schottischer Representative Peer Mitglied des House of Lords.
Aus seiner am 31. Januar 1906 geschlossenen Ehe mit Violet Frances Kennedy hatte er zwei Kinder:
- Patricia Mary St Clair (1912–1996) ⚭ Lt.-Col. Charles Archibald Richard Coghill († 1975);
- Charles Murray Kennedy St Clair, 17. Lord Sinclair (1914–2004).

Als er 1957 im Alter von 82 Jahren starb, erbte sein Sohn seinen Adelstitel.